# Adware
Adware (z angl. reklamní software, zkratka  advertising-supported software) je označení pro produkty znepříjemňující práci nějakou reklamní aplikací. Ty mohou mít různou úroveň agresivity – od běžných bannerů až po neustále vyskakující reklamu v pop-up oknech nebo ikony v oznamovací oblasti. Další nepříjemnou věcí je např. změna domovské stránky ve webovém prohlížeči, aniž by o to uživatel měl zájem.
Většinou ale nejsou přímo nebezpečné jako spyware a jsou spojeny s nějakým programem, který je freeware. To se dělá z důvodu toho, že díky těmto reklamám mohou vývojáři financovat dál svůj program. Nebo když se jedná o placený produkt, může se díky těmto reklamám prodávat program se slevou. Nějaký adware je taky shareware, ale není to totéž. Rozdíl mezi adware a shareware je ten, že u adware je reklama cílem. Některé produkty nabízejí uživateli možnost odstranění reklam po zaplacení.
Spousta lidí si plete pojmy spyware a adware. Adware velmi často využívá výsledků, které dokázal vyprodukovat spyware, ale není na něm závislý. Adware se instaluje do počítače za souhlasu uživatele. Uživateli je při instalaci hlášeno, že program obsahuje adware a sám má možnost se rozhodnout jestli s tím souhlasí a bude dál pokračovat v instalaci, nebo ne. To je díky licenčnímu ujednání “EULA“ (End User License Agreement). Naproti tomu spyware se instaluje do počítače bez vědomí a souhlasu uživatele. Někdy program, který je použit jako reklamní podpora, je spyware - tedy adware instaluje spyware, často se zastíráním detailů činnosti tohoto spyware.
Programy obsahující adware na rozdíl od spyware neshromažďují tajně informace a neodesílají je přes internet bez souhlasu uživatele.
Existuje velké množství programů, které pomáhají uživatelům vyhledávat a odstraňovat Adware programy, případně je zachovat, ale zamezit zobrazování reklamy v nich.

## Příklad adwaru
E-mailový klient Eudora je příklad adwaru. Uživatel má nějakou zkušební dobu na otestování programu. Za tuto dobu jsou všechny části programu dostupné. Během této doby si uživatel vybere z jedné volby, buď může bezplatně program používat, ale bude omezen (tzn. že nebudou v něm dostupné všechny jeho funkce), nebo bude dál využívat všechny funkce programu, ale jen s reklamou, nebo zaplatí a bude moc využívat program bez reklam. Když si uživatel vybere druhou možnost tedy bezplatně, ale s reklamou, stává se Eudora adwarem.

## Ochrana
Na ochranu před adwarem existuje několik programů. Tyto programy umějí najít adware, odstranit ho z počítače nebo uložit ho do tzv. karantény. Fungují tak, že prohledávají pevný disk, registry i paměť. Obsahují určitou databázi spywaru a adwaru. Když najdou něco co odpovídá podle databáze spywaru a adwaru, nejenže to detekují a identifikují, ale dokáží to odstranit z počítače. Lepší je ale se před adwarem a spywarem chránit. Tuto ochranu tyto program taky umožňují. Aby tyto ochranné programy správně fungovaly, musí se neustále aktualizovat. Neaktualizovaný program je k ničemu, protože neustále vzniká nový spyware a adware a bez aktualizované databáze ho nedokáží programy identifikovat. Několik programů a firem, které se zabývají jejich vývojem jsou např.
- Ad-Aware od Lavasoft
- CounterSpy od Sunbelt Software
- Spybot Search & Destroy od Patrick Kolla
- SpySweeper od Webroot
- Spyware Doctor od PCTools
- AVG Anti-Spyware od Grisoft
- Trend Micro Anti-Spyware (dříve SpySubtract od Intermute)

Tyto programy jsou určeny jen pro ochranu před spywarem a adwarem. Nejsou to antiviry, a tak nedokáží viry ani najít ani je odstranit.
Nejlepší způsoby jak se bránit před spywarem a adwarem jsou tyto:
- Neinstalujte žádný program obsahující adware.
- Aktualizujte operační systém - zejména internetové prohlížeče, instalujte pravidelně bezpečnostní aktualizace instalovaných programů.
- Používejte alternativní internetové prohlížeče (Mozilla Firefox, Google Chrome, Opera, atd).
- Nainstalujte software blokující reklamy. Pro uživatele používající Firefox existuje rozšíření Adblock, které může blokovat škodlivé a nepříjemné reklamy zobrazené na webu. Uživatelé používající Operu mají tuto funkci zabudovanou do prohlížeče.
- Používejte bezplatné alternativní programy, o kterých bezpečně víte, že neobsahují reklamu.
- Používejte alternativní operační systémy (Linux, Mac OS X)

Jak poznat, že máte adware ve Vašem zařízení?
- Na počítači a v mobilu se objevují reklamy velmi často, jdou špatně zavřít a překrývají obsah.
- V prohlížeči se mění výchozí domovská stránka bez Vašeho vědomí.
- V prohlížeči se objevilo nové rozšíření bez Vašeho vědomí.
- Webový prohlížeč více padá a je pomalejší než je obvyklé.
- Známé webové stránky se zobrazují jinak a často s více reklamami.
- Odkazy na některých webech Vás přesměrovávají na spam stránky.

Tyto příčiny uvádí ESET jako hlavní indikátory možného adwaru ve Vašem zařízení, kterých si uživatelé nejčastěji všimnou.